# Plymouth Six
Der Plymouth Six (oder auch: Plymouth Modell PF) war ein mittelgroßer PKW, den Chrysler unter dem Markennamen Plymouth im Modelljahr 1934 fertigte. Er stellte die mittlere Ausstattungslinie in diesem Jahr dar.

## Beschreibung
Der Wagen besaß, wie seine Schwestermodelle, einen seitengesteuerten Sechszylinder-Reihenmotor mit 3299 cm³ mit einer Leistung von 77 bhp (56,5 kW). Der Wagen wurde zusammen mit dem Deluxe Modell PE im Dezember 1933 vorgestellt. Die Fahrzeuge waren zwischen 4470 und 4609 mm lang und wogen zwischen 1138 und 1261 kg. Zur Wahl standen zwei- und viertürige Limousinen sowie zweitürige Business-Coupé und Roadster-Coupé.
Ab Mai 1934 wurde ein etwas besser ausgestatteter Plymouth Special Six (oder auch: Plymouth Modell PFXX) zusätzlich angeboten. Innen bot er zum Beispiel einen Aschenbecher und ein Handschuhfach, außen etwas mehr Chromverzierungen. Zusätzlich zu den Aufbauten des Modells PF gab es vom PFXX eine Stadtlimousine mit vier Türen. 

## Stückzahlen
Bis September 1934 entstanden 39.544 Exemplare des Plymouth Six sowie bis September 35.298 Exemplare des Plymouth Special Six. 

## Nachfolger
Nachfolger als mittlere Baureihe war ab 1935 der Plymouth Business.

## Quelle
- Beverly R. Kimes, Henry A. Clark: Standard Catalog of American Cars 1805–1942. Krause Publications, Iola 1985, ISBN 0-87341-045-9.

Im Zeitraum von 1942 bis 1946 gab es aufgrund des Zweiten Weltkrieges nur eine eingeschränkte zivile Fahrzeugproduktion.